# 莉查·查達
莉查·查達（英語：Richa Chadda，1986年12月18日—），印度电影女演员，主要出現在寶萊塢電影。2008年拍摄电影《Oye Lucky! Lucky Oye!》出道。2013年凭电影《Gangs of Wasseypur – Part 1》中的出色表现获得印度電影觀眾獎的影评人最佳好女主角。她之后較成功的電影包括：《Goliyon Ki Raasleela Ram-Leela》和《Masaan》等。

## 外部連結
- 莉查·查達在互联网电影资料库（IMDb）上的資料（英文）